# Modelo de Hubbard

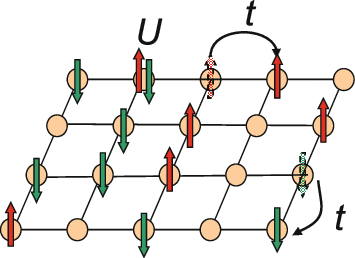
Una figura esquemática del modelo bidimensional de Hubbard, donde t es el parámetro de salto y U es la energía repulsiva para la doble ocupación de un sitio. Las flechas hacia arriba y hacia abajo corresponden a electrones de giro ascendente y descendente, respectivamente.

En física, el modelo Hubbard es un modelo aproximado usado, especialmente en física del estado sólido, para describir la transición entre sistemas conductores y aislantes.
El modelo Hubbard, así llamado en referencia a John Hubbard, es el modelo más sencillo de interacción de partículas en una red, con sólo dos términos en el hamiltoniano: un término cinético permite efecto túnel de partículas entre sitios de la red y un término potencial que consiste de una interacción in situ. Las partículas pueden ser tanto fermiones (como en el trabajo original de Hubbard) como bosones (cuando el modelo es llamado de Bose-Hubbard, o modelo Hubbard de bosones).
Este modelo es una buena aproximación a partículas en un potencial periódico de temperaturas suficientemente bajas para que todas las partículas estén en la banda de Bloch más baja, así como también cualquier interacción de rango amplio entre partículas puede ser ignorado. Si se incluye la interacción entre partículas de distintos sitios de la red, suele hacerse referencia al modelo como modelo Hubbard extendido.
El modelo fue propuesto originalmente (en 1963) para describir electrones en sólidos y ha sido desde entonces foco de interés particular como modelo para superconductividad de alta temperatura. Más recientemente, el modelo Bose-Hubbard fue empleado para describir el comportamiento de átomos ultrafríos atrapados en redes ópticas. También se han realizado experimentos recientes con átomos ultrafríos sobre el modelo fermiónico original de Hubbard, con la esperanza de que podrían producir un diagrama de fase.
Para electrones en un estado sólido, el modelo Hubbard puede considerarse como una mejora del modelo de enlace fuerte. Para interacciones fuertes, puede dar comportamientos cualitativamente distintos del modelo de enlace fuerte, y predice correctamente la existencia de los llamados aislantes Mott, que no se convierten en conductores a causa de la fuerte repulsión en partículas.